# Лановенко Микола Андрійович
Мико́ла Андрі́йович Ланове́нко — майстер-сержант окремого загону спеціального призначення НГУ «Азов» Національної гвардії України, учасник російсько-української війни, що загинув у ході російського вторгнення в Україну в 2022 році.

## Життєпис
Микола Лановенко народився 23 вересня 1987 року в селі Краснопілка Гайсинського району на Вінниччині. Військову службу проходив у військовій частині Ялти, що в українському Криму. Після спроби незаконної анексії півострова росіянами навесні 2014 року він разом із рідним братом Юрієм відмовилися перейти на бік окупантів. Так брати не зрадили військовій присязі. Далі служив (разом із братом) на малій батьківщині у вінницькій частині Національної гвардії України. Обіймав посаду командира відділення патрульного взводу військової частини 3008. Починаючи з 2014 року, брав активну участь у військових операціях на сході України: за цей час пройшов понад десять ротацій у районі АТО/ООС. Військову службу весь цей час проходив у складі окремого загону спеціального призначення НГУ «Азов» Національної гвардії України. У боях під Волновахою Микола Лановенко проявив неабияку сміливість та врятував життя декільком бійцям. За бойові заслуги перед Батьківщиною нагороджений численними військовими нагородами. З початком повномасштабного російського вторгнення в Україну перебував на передовій. Обіймав посаду начальника військового наряду.
Микола Лановенко загинув 10 квітня 2022 року внаслідок осколкового поранення під селом Солодке Вугледарської міської громади Волноваського району Донецької області у нерівному бою. Військовики ЗС РФ гатили по нацгвардійцях важкою артилерію і мінами великого калібру. Під час вибуху міни в тіло Миколи влучила більшість уламків, він собою захистив своїх побратимів. За кілька днів до загибелі Микола Лановенко виніс з поля бою в укриття командира й заступника командира підрозділу нацгвардійців, а потім прийняв командування бойовим підрозділом на себе. За героїзм майстра-сержанта Указом Президента нагороджено орденом «За мужність» ІІІ ступеня посмертно. Попрощались із загиблим бійцем 13 квітня 2022 року в селі Краснопілка Гайсинського району на Вінниччині. Відспівали — в храмі Покрови Пресвятої Богородиці. Поховали Миколу Лановенка на місцевому кладовищі.

## Родина
У загиблого залишились батьки.

## Нагороди
- Орден «За мужність» III ступеня (2022, посмертно) — за особисту мужність і самовіддані дії, виявлені у захисті державного суверенітету та територіальної цілісності України, вірність військовій присязі [5].